# Саллі Енн Говс
Саллі Енн Говс (англ. Sally Ann Howes; 20 липня 1930, Лондон — 19 грудня 2021, Палм-Біч-Гарденс, Флорида) — британська акторка та співачка.

## Життєпис
Народилася 20 липня 1930 року у Лондоні в родині коміка Боббі Говса (1895—1972) і акторки та співачки Патриції Мелоун (1899—1971). Її дід з материного боку був лондонським театральним режисером та постановником мюзиклів. Її старший брат Пітер став вчителем музики. Її дядько Пат Мелоун також був актором театру, кіно та телебачення.
В кіно дебютувала 1943 року, в 12-річному віці зігравши головну роль у комедійній драмі «Дитя четверга» Родні Екленда. У 1944—1945 роках знялася у стрічках Безіла Дірдена «Будинок на півдорозі» та «Пізньої ночі» за участю Майкла Редгрейва. 1947 року зіграла Кет Нікльбі у фільмі «Ніколас Нікльбі» Альберто Кавальканті за однойменним романом Дікенса. 1948 року виконала роль Кіті Щербацької у фільмі «Анна Кареніна» Жюльєна Дювів'є з Вів'єн Лі у головній ролі. Також успішно розвивалася її театральна кар'єра: досягши успіху в лондонському Вест-Енді, 1958 року вона переїхала до Нью-Йорка, замінивши свою співвітчизницю Джулі Ендрюс у бродвейській постановці мюзиклу «Моя чарівна леді».
1963 року номінувалася на премію Тоні у категорії Найкраща акторка у мюзиклі за роль Фіони Макларен у бродвейській постановці «Бригадун».
Її найвідомішою роллю вважається Воістину Чарівна в музичному фільмі 1968 року «Чих-Чих-Бум-Бум» Кена Г'юза, сценарій якого був написаний Роальдом Далем за однойменною казковою повістю Яна Флемінга. Головна пісня стрічки «Chitty Chitty Bang Bang», яку Говс виконала разом з Діком Ван Дайком та іншими акторами, отримала номінацію на премію Оскар у категорії Найкраща пісня до фільму.
Саллі Енн Говс померла 19 грудня 2021 року в себе вдома у Палм-Біч-Гарденс, штат Флорида, в 91-річному віці.

## Особисте життя
1958 року Говс вступила у шлюб з американським композитором Річардом Адлером і всиновила двох його синів Ендрю і Крістофера після смерті їхньої матері 1964 року. Шлюб завершився розлученням 1966 року. Крістофер став бродвейським поетом-піснярем і помер від раку 1984 року у 30-річному віці.
1972 року вступила у шлюб з британським літературним агентом Дугласом Реєм. Шлюб тривав до смерті чоловіка у вересні 2021 року.

## Вибрана фільмографія
| Рік  |    | Українська назва      | Оригінальна назва                       | Роль                  |
| ---- | -- | --------------------- | --------------------------------------- | --------------------- |
| 1943 | ф  | Дитя четверга         | Thursday's Child                        | Фенніс Вілсон         |
| 1944 | ф  | Будинок на півдорозі  | The Halfway House                       | Джоанна Френч         |
| 1945 | ф  | Пізньої ночі          | Dead of Night                           | Селлі О'Гара          |
| 1947 | ф  | Ніколас Нікльбі       | Life and Adventures of Nicholas Nikleby | Кет Нікльбі           |
| 1948 | ф  | Анна Кареніна         | Anna Karenina                           | княжна Кіті Щербацька |
| 1948 | ф  | Моя сестра і я        | My Sister and I                         | Робіна Адамс          |
| 1949 | ф  | Історія містера Поллі | The History of Mr. Polly                | Крістабель            |
| 1951 | ф  | Золота доба           | The Golden Year                         | Сьюзен Голлідей       |
| 1961 | тф | Джейн Ейр             | Jane Eyre                               | Джейн Ейр             |
| 1968 | ф  | Чих-Чих-Бум-Бум       | Chitty Chitty Bang Bang                 | Воістину Чарівна      |
| 1972 | тф | Собака Баскервілів    | The Hound of Baskervilles               | Лора Френкленд        |
| 1980 | ф  | Корабель смерті       | Death Ship                              | Маргарет Маршалл      |